# دهستان کاکان
کاکان، دهستانی از توابع بخش مرکزی شهرستان بویراحمد در استان کهگیلویه و بویراحمد ایران است.
مرکز دهستان کاکان روستای منصورخانی است.

## جمعیت
براساس سرشماری سال ۱۳۸۵ جمعیت آن ۲٬۲۸۱ نفر (۴۹۷ خانوار) بوده‌است.

## معرفی روستاهای کاکان
- منصورخانی
روستایی بسیار سرد و دیدنی که درختان سیب و گردو هر چهار طرف روستا را احاطه کرده‌است و بین دو رودخانه فصلی قرار دارد. منصورخانی یکی از روستاهای مهم و پرجمعیت دهستان کاکان محسوب می‌شود که عنوان مرکزیت را به خود اختصاص داده‌است.
نام دیگر این روستا پاسدران می‌باشد.
- حاج عباسعلی خانی
به کوه بزرگ کاجدان (کاچیون) و رودخانه متصل است بیشتر افراد این روستا کاکانی اصیل نیستند و برگرفته از اردکانی‌ها،  سی سخت، نورآباد، چهارمحال بختیاری، خسرو شیرین و ساونی است.
نام دیگر این روستا علی‌آباد است.
-غضنفر خانی
آخرین روستای دهستان کاکان که زیباترین و سرسبزترین مناظر طبیعی را داراست این روستا جمعیتی حدود ۵۰ خانوار دارد و نزدیک به جاده اصلی یاسوج- اقلید ،یزد و… قرار دارد.
نام دیگر این روستا اسلام‌آباد است.
- حمزه خانی
یکی از نزدیک‌ترین روستاها به روستای منصورخانی است که دارای چشمه زیبا به نام چشمه ریزی است و از طریق پلی به روستای منصور خانی و از طرفی به تل خالی راه دارد.
نام دیگر این روستا جهاد آباد است.
- تل خالی

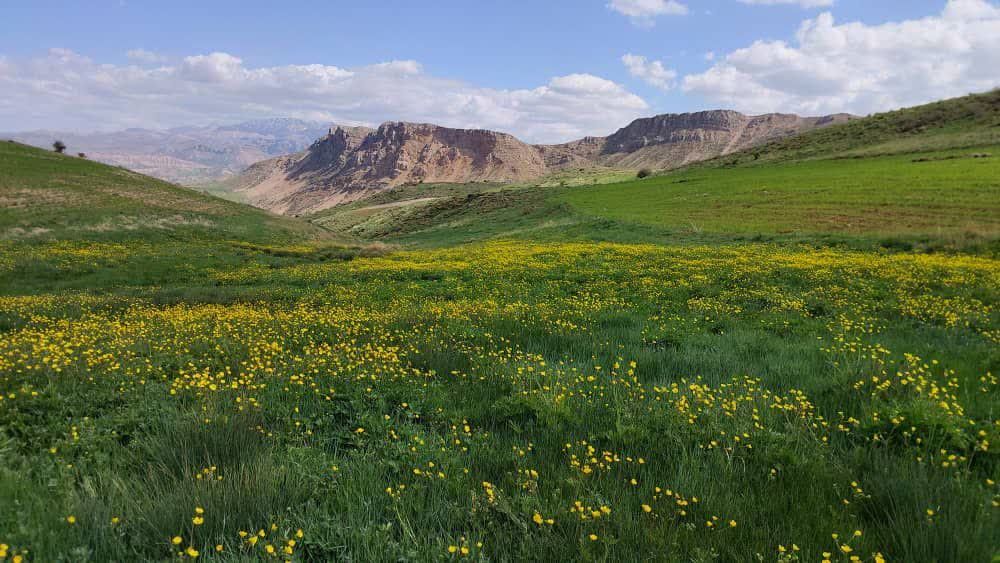
فصل بهار دشت تل خالی کاکان

این روستا با داشتن جمعیت کم دارای منابع معدنی و زیر زمینی ویژه‌ای از جمله سه معدن نمک، گوگرد، نفت و غیره است که در میان روستاهای زیبای کاکان دهکده گردشگری را به خود اختصاص داده‌است.
- امام زاده محمد (دم پیر)
یکی از کم جمعیت‌ترین و در عین حال پر ترددترین روستا است. دلیل تردد وجود متبرک امام زاده محمد و گلزار شهدا و قبرستان است که سالانه تعدادزیادی از مردم را به طرف این روستا می‌کشد
- بقیه روستاها عبارتند از:
حسین خانی، خنگ (مسلم آباد)،  زردخانی (منتظرآباد) ،احمدقلندری (امام آباد)، مورگاه کاکان(یاسر آباد)،  پوزه سفید (مالک اشتر)،  ده نوکاکان.

## گردشگری

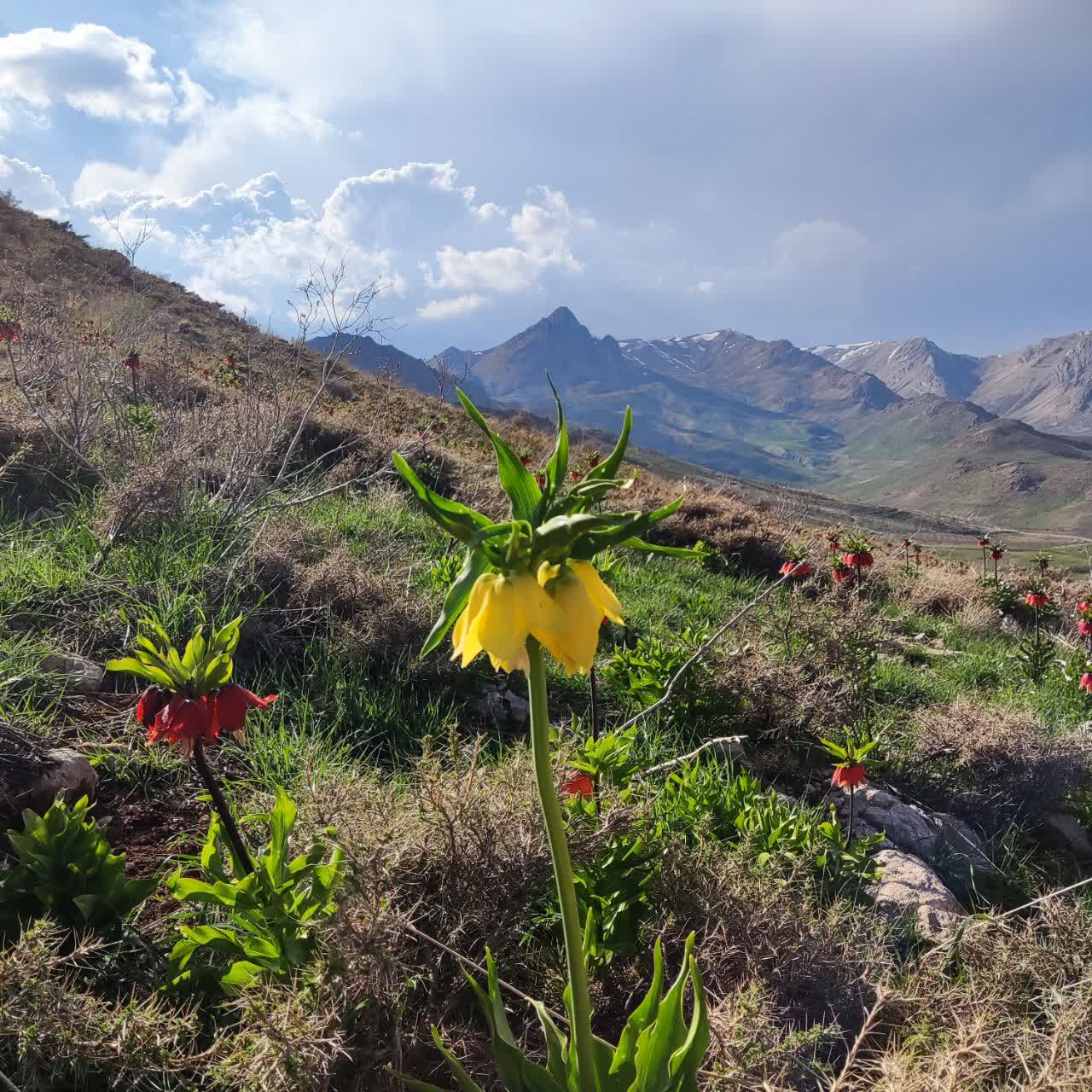
گونهٔ کمیاب و زرد زنگ لاله واژگون واقع در منطقه کاکان

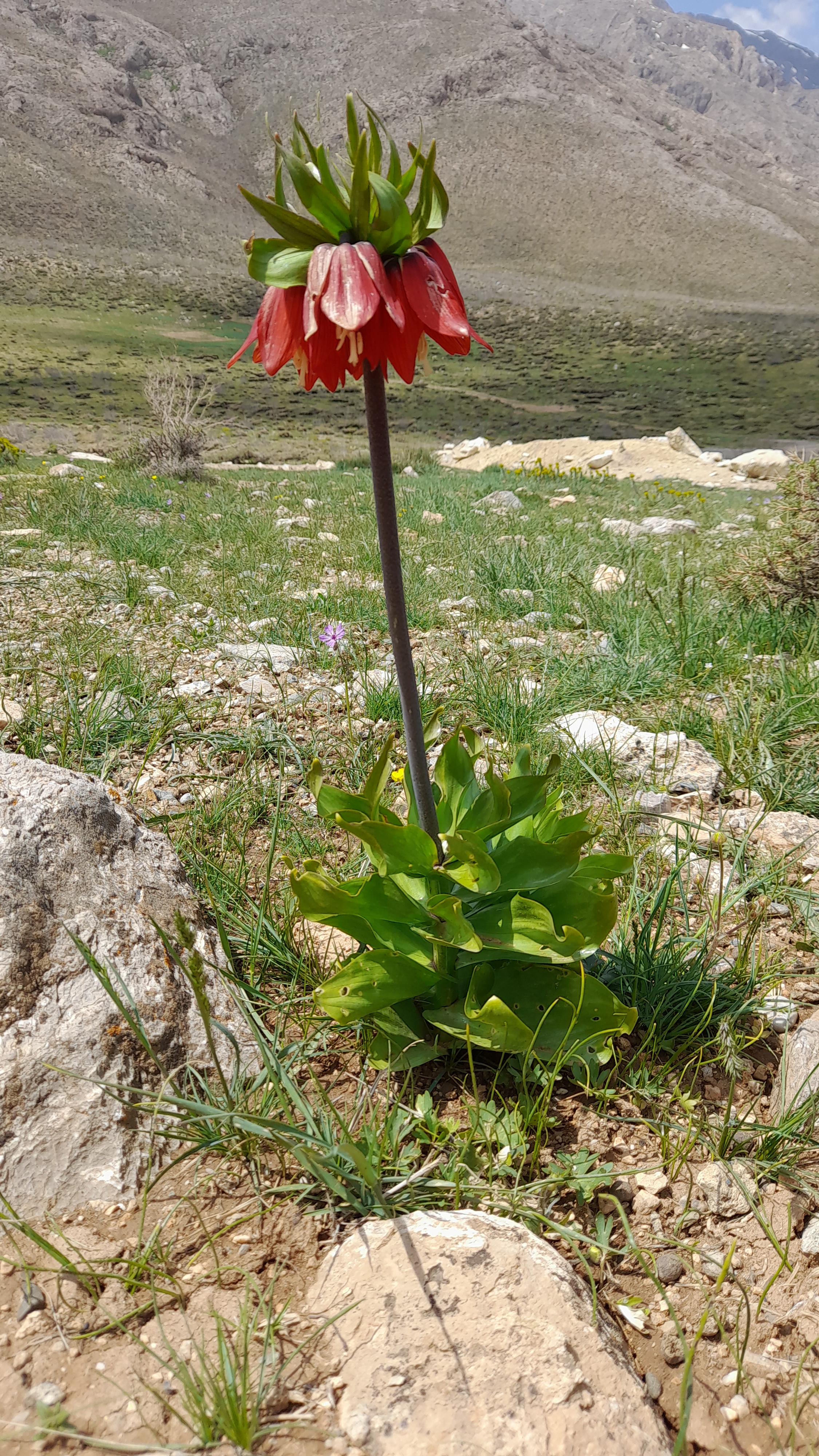
ارتفاعات دنا کاکان

پیست اسکی کاکان در دامنه‌های رشته کوه زاگرس قله دنا در ۱۸ کیلومتری شهر یاسوج نزدیک به دهستان کاکان واقع شده‌است.
محل این پیست جنب منطقه آب نهر است. پیست اسکی کاکان یاسوج اولین پیست اسکی کشور است که مجهز به سوخت گاز شده‌است.
دشت مورپیسه کاکان  یکی از بزرگترین رویشگاه لاله واژگون در در دامنه رشته کوه های زاگرس می باشد.
لاله واژگون از گونه‌های منحصربفرد گل‌ها و گیاهان بومی و وحشی مناطق کوهستانی ایران است که در برخی نقاط ایران، این گیاه را اشک مریم یا لاله اشک می‌خوانند. دشت "مورپیسه" روستای کاکان در 45 کیلومتری شهر یاسوج یکی از محل‌های رشد لاله‌های واژگون در استان کهگیلویه و بویراحمد است.   

## نگارخانه

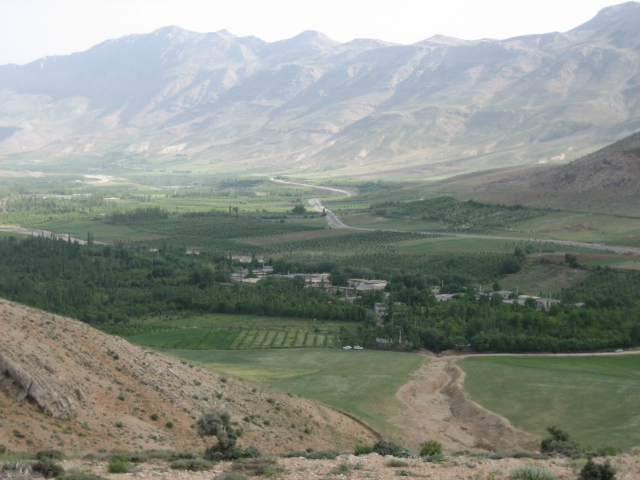
دهستان کاکان
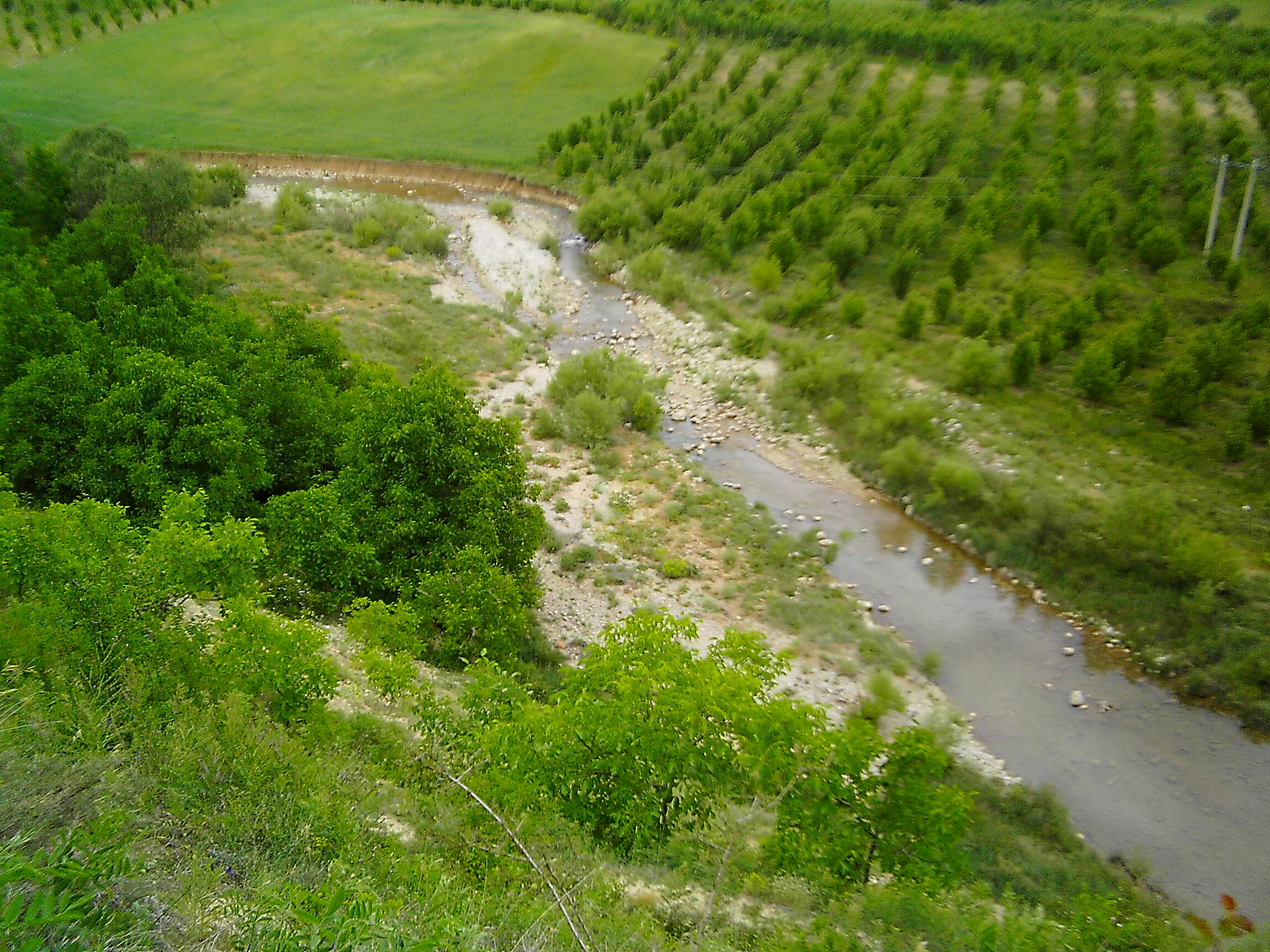
فصل اردیبهشت کاکان
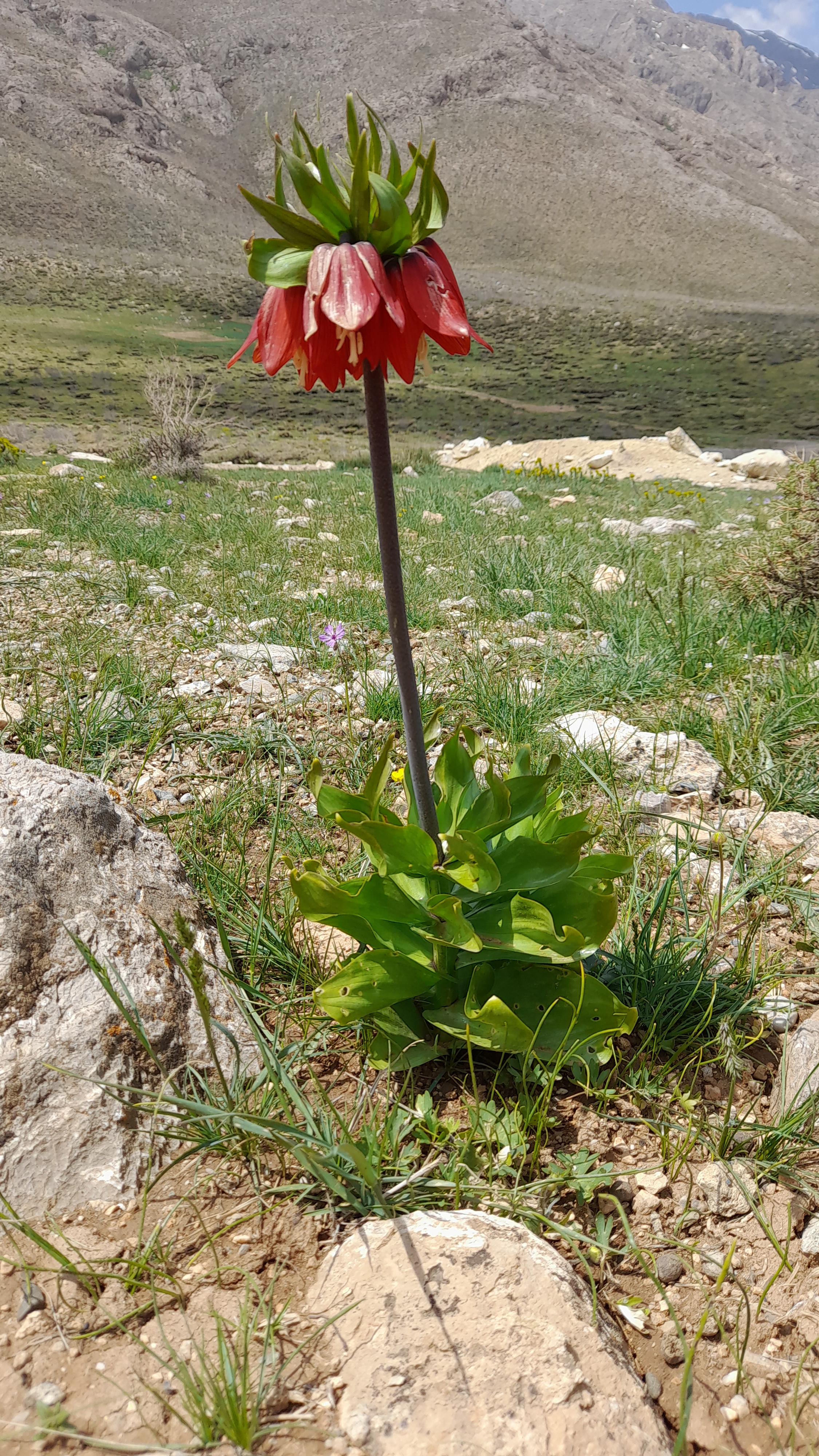
دهستان کاکان
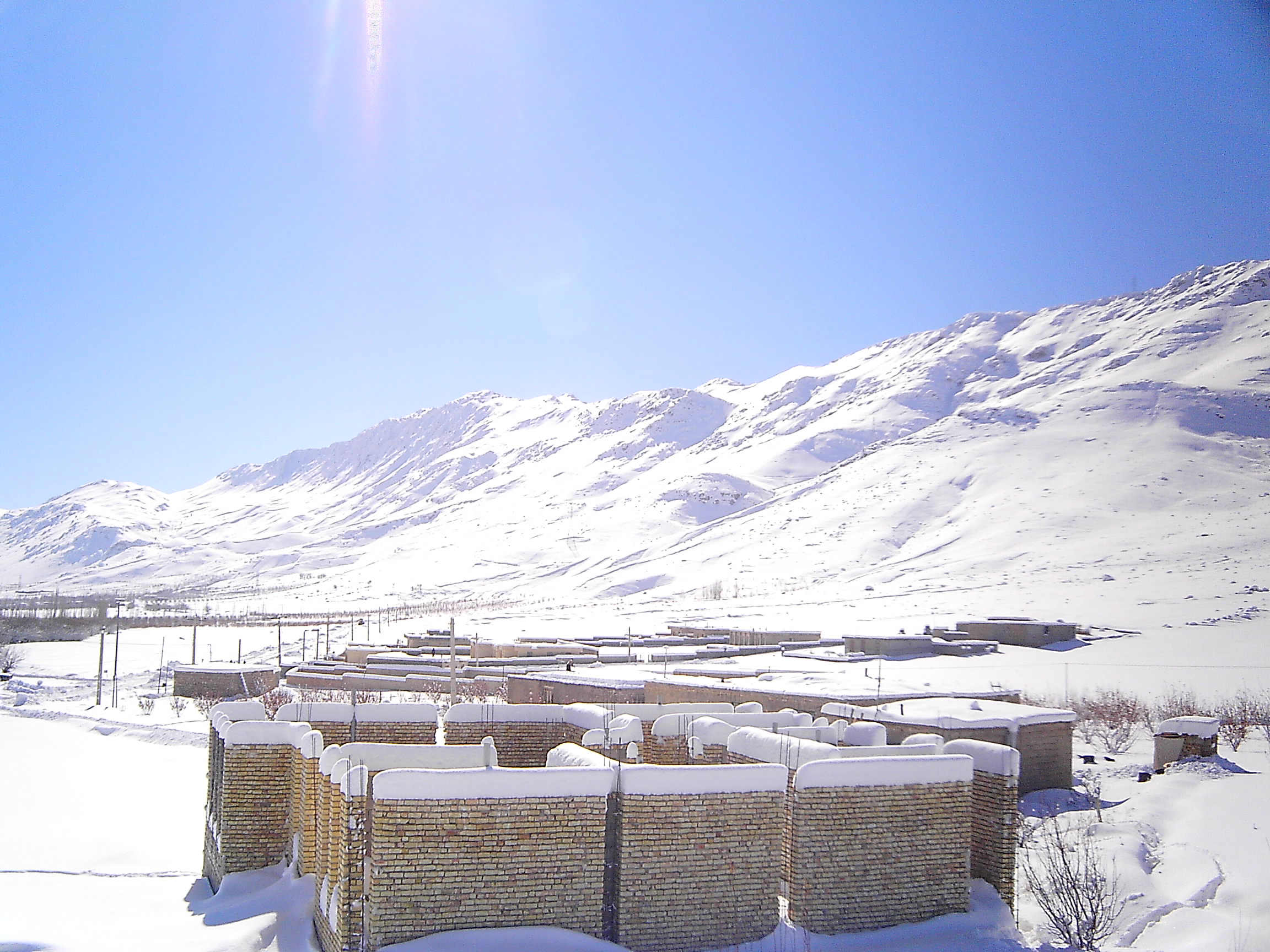
فصل زمستان کاکان